# Lannoy-Cuillère
Lannoy-Cuillère è un comune francese di 228 abitanti situato nel dipartimento dell'Oise della regione dell'Alta Francia.

## Società

### Evoluzione demografica
Abitanti censiti